# Nero criminale - Le belve sono tra noi
Nero criminale - Le belve sono tra noi (Frightmare) è un film del 1974 diretto da Pete Walker.

## Trama
Dorothy Yates dopo aver trascorso gli ultimi quindici anni della sua vita in un ospedale psichiatrico per aver commesso atroci delitti ed atti di cannibalismo viene dimessa. La donna, però, nonostante sia dichiarata clinicamente guarita, cela atroci disturbi mentali.